# Валкона Сотана (Империја)
Валкона Сотана је насеље у Италији у округу Империја, региону Лигурија.
Према процени из 2011. у насељу је живело 1 становника. Насеље се налази на надморској висини од 1226 м.